# Diomede (Tochter des Lapithes)
Diomede (altgriechisch Διομήδη Diomḗdē), Tochter des Lapithes, ist eine Gestalt der griechischen Mythologie.
Sie war die Gemahlin des spartanischen Königs Amyklas und Mutter von Kynortes und Hyakinthos.